# 矯頑力

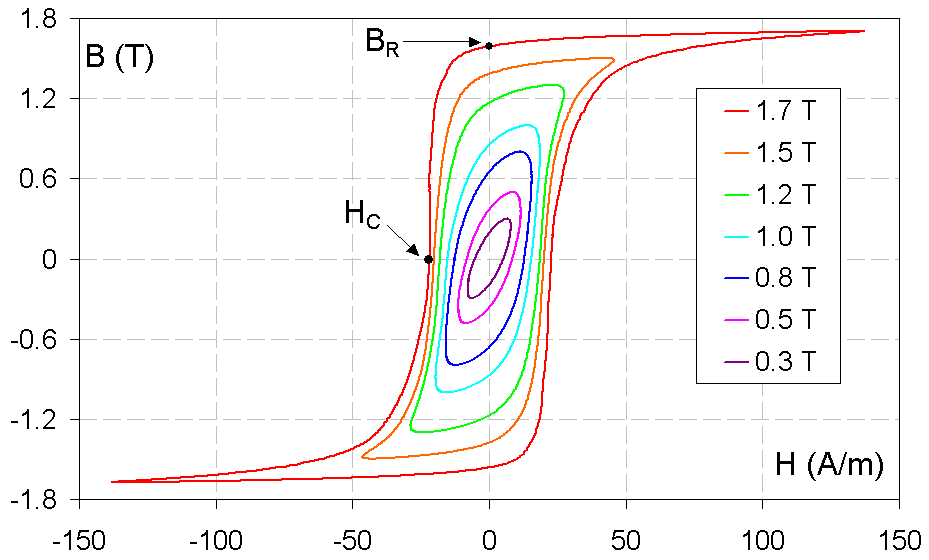
一組電磁鋼的磁滯曲線，其中B_{R}為剩磁，H_{C}為矯頑力

矯頑力（coercivity）也稱為矯頑性或保磁力，是磁性材料的特性之一，是指在磁性材料已經磁化到磁饱和後，要使其磁化強度減到零所需要的磁場強度。矯頑力代表磁性材料抵抗退磁的能力，會用HC的符號表示，單位為A/m（國際標準制）或Oe（高斯單位制）。矯頑力可以用磁强计或是B-H分析儀量測。
若鐵磁性材料（包含亞鐵磁性材料）的矯頑力大，則稱為硬磁性，可以用來作為永久磁鐵的材料。永久磁鐵可以用在馬達、磁性儲存媒體（如硬碟、磁碟片或磁帶）、及礦石處理中的磁性分離器。
矯頑力小的鐵磁性材料則稱為軟磁性，可以用在變壓器及電感器的鐵芯，磁性儲存媒體的讀寫頭、微波設備及電磁屏蔽設備中。

## 實驗量測

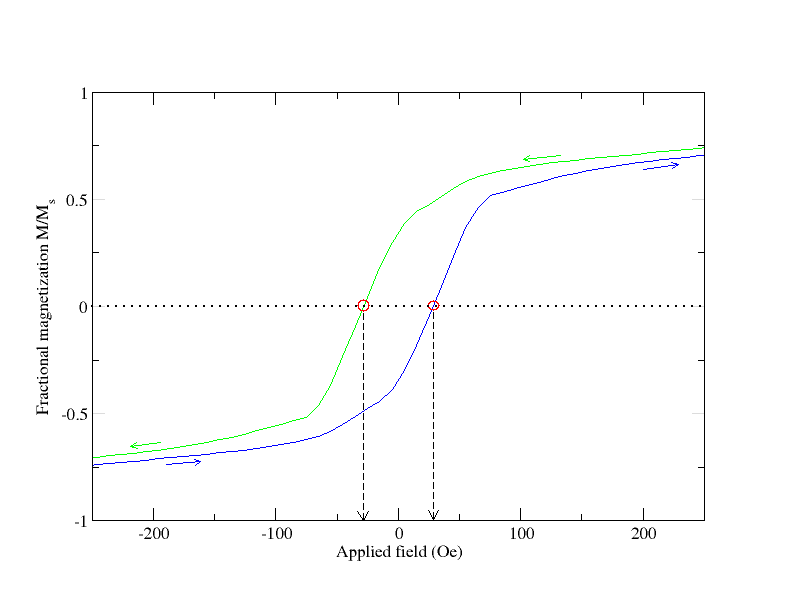
圖中和橫軸的交點即為矯頑力

磁性材料的矯頑力一般是用量測磁滯曲線（也稱為磁化曲線）來求得。採集數據的儀器一般會用振動樣品磁強計或是交变梯度磁强计，當量測到的磁通密度數據為零時，對應的磁場強度即為矯頑力。若様品中含有鐵磁性材料，在磁場增加及減少時，所量測到的矯頑力會不同，這是因為交换偏置场效應的結果。
材料量測到的矯頑力也和量測磁化曲線過程花的時間有關。一磁體材料在一反向磁場中量到的磁化強度會小於矯頑力，而且若長期在相同條件下量測，其值會馳豫（relaxation）至零。馳豫現象是因為磁疇在反向磁場下因熱產生的效應，而且受磁粘滯係數（magnetic viscosity）的影響。有些材料的矯頑力會隨頻率而增加，這是高頻寬磁性儲存設備要提高資料速度的一大障礙，因為要增加儲存密度也就意味著儲存設備要有更高的矯頑力。
| 材料                                                                               | 矯頑力 [Oe (A/m)]            |
| ---------------------------------------------------------------------------------- | ---------------------------- |
| [.1Mn:]6Fe:27Ni:Mo, 超導磁率合金                                                   | 0.002 (0.16)                 |
| Fe:4Ni, 透磁合金                                                                   | 0.01–1 (0.8-80)              |
| .9995 鐵                                                                           | 0.05–470 (4-37,000)          |
| 11Fe:Si，硅钢                                                                      | 0.4–0.9 (32-72)              |
| 熟鐵 (1896)                                                                        | 2 (160)                      |
| .99 鎳                                                                             | 0.7–290 (56-23,000)          |
| ZnxFeNi1-xO3, 多腔磁控管中用的鐵氧體                                               | 15–200 (1200-16,000)         |
| 2Fe:Co, 磁鐵桿                                                                     | 240 (19,000)                 |
| >.99 鈷                                                                            | 10-900 (800-72,000)          |
| 6Al:18Fe:8Co:Cu:6Ni– 3Ti:8Al:20Fe:20Co:2Cu:8Ni, alnico 5–9，冰箱磁鐵或更強力的磁鐵 | 640–2000 (51,000-1.6*105)    |
| Cr:Co:Pt, 硬碟的儲存媒介                                                           | 1700 (1.4*105)               |
| 2Nd:14Fe:B，釹鐵硼磁鐵                                                             | 10,000–12,000 ((8-9.5)*105)  |
| 12Fe:13Pt, Fe48Pt52                                                                | 12,300+ (9.8*105)            |
| ?(Dy,Nb,Ga,Co):2Nd:14Fe:B                                                          | 25,600/–26,300 (2*106)       |
| 2Sm:17Fe:3N，釤-鐵-氮（10 K）                                                      | <500–35,000 (40,000-2.8*106) |
| Sm:5Co，釤鈷磁鐵                                                                   | 40,000 (3.2*106)             |

## 理論
若一有矯頑力的鐵磁性材料放在外加磁場中，磁化強度延著外加磁場方向的分量為零。有二種磁化反轉的方式：单域旋转及磁畴壁運動。當材料的磁化強度因单域旋转而反向時，磁化強度延著外加磁場方向的分量為零，磁化強度會垂直外加磁場。當材料的磁化強度因磁畴壁運動而反向時，所有小磁畴的磁化強度總和接近零，總磁化強度非常小。在一些基礎研究中用到，較理想的磁性材料，其磁化強度主要是由单域旋转及磁晶各向异性所影響。在實際工程使用的磁性材料中，雜質及晶界是反向磁化磁域的成核來源，此時磁化強度反向主要由磁畴壁運動來控制。不過磁畴壁運動在矯頑力中的影響相當複雜，因此晶体缺陷可能是成核來源，但也可能固定住磁畴壁。磁畴壁在鐵磁性材料中角色類似晶界在塑性變形中的角色，因為磁畴壁和晶界都屬於晶体缺陷中的面缺陷。

## 重要性
若是材料有磁滯現象且已被磁化，在磁化曲線內的面積即為對材料施加反向外加磁場，使材料有反向磁化強度所需要的功，此能量最後會以熱能的形式散失。磁性材料中常見的耗散过程包括磁致伸缩及磁疇壁的運動。矯頑力可以用來度量磁滯程度的多寡，也可以作為軟鐵磁性材料一般應用中損失的一個指標。
磁性材料的方形度（squareness）是剩磁除以矯頑力的商，硬鐵磁性材料的方形度及矯頑力二者是硬鐵磁性材料的二個重要性能指標，不過二者的乘積磁能積則更常提及。

## 外界連結
- Magnetization reversal applet (coherent rotation)
- 有關各種磁性記錄材料的矯頑力列表，請參考fujifilmusa.com中的"Degaussing Data Storage Tape Magnetic Media" (PDF)